# George Booth
George Booth (XVII, ... – Zanzibar, 1701) è stato un pirata britannico attivo dal 1696 al 1701 nell'Oceano Indiano e nel Mar Rosso.
Tra il suo equipaggio c'erano diversi membri che sarebbero in seguito diventati pirati molto importanti, tra cui Nathaniel North, Thomas Howard e John Bowen.

## Biografia
Non si hanno notizie della sua infanzia. La prima menzione di Booth risale al 1696, quando venne registrato come artigliere dell'equipaggio del Pelican, sotto il capitano Robert Colley. Successivamente si imabarcò sul Dolphin, sotto il comando di Samuel Inless. Entrambe le navi erano operanti nell'Oceano Indiano.
Mentre era sulla Dolphin, questa e molte altre navi pirata furono catturate nell'Île Sainte-Marie da una flotta britannica nel settembre 1699. Ai membri dell'equipaggio fu offerta la grazia dal comandante Thomas Warren.  Alcuni pirati come Robert Culliford accettarono l'offerta, mentre altri, tra cui Booth, riuscirono a fuggire dopo aver bruciato la Dolphin. In seguito catturò una nave mercantile francese fingendo di essere un mercante che voleva scambiare liquori e altri beni con degli schiavi. Booth, dopo essere stato eletto capitano della nuova imbarcazione, salpò per il Madagascar.
Nell'aprile 1699 con l'aiuto di John Bowen catturò l'ex nave negriera Speaker da 450 tonnellate e 50 cannoni, vicino a Mahajanga. Alla fine del 1700, dopo che fu nominato capitano della Speaker, Booth salpò verso Zanzibar. All'inizio dell'anno successivo salvò il pirata Thomas Howard, un ex membro dell'equipaggio di una nave di John James naufragata dopo aver passato il Capo di Buona Speranza. Booth fu ucciso dagli arabi a Zanzibar durante i negoziati per il rifornimento della sua nave nel 1701.
Dopo la sua morte, Bowen prese il suo posto come capitano della Speaker.